# Stuff Combe
Stuff Combe (* 12. März 1924 in Bern; † 29. Dezember 1986 in Morges) war ein Schweizer Schlagzeuger.

## Leben und Wirken
Stuff Combe besuchte von 1940 bis 1944 die Kunstschule in Lausanne und Zürich, wandte sich 1942 der Musik zu und spielte 1943 in Zürich mit Rio de Gregori und Philippe Brun, mit denen erste Aufnahmen entstanden. 1945 ging er zu Hazy Osterwald, 1947 spielte er mit Buddy Bertinat, Ernst Höllerhagen und Eddie Brunner. 1950 arbeitete er in Spanien, 1951 in Paris, 1954 in Basel bei Cédric Dumont. 1957 wurde er in Köln Mitglied des Orchesters von Kurt Edelhagen, bei dem er bis 1965 blieb. Seit 1955 nahm er an zahlreichen Jazzfestivals teil (wie mit dem Darktown Strutters Trio sowie der Raymond Droz Dixieland Group auf dem Jazzfestival Zürich 1956) und arbeitete u. a. mit Benny Bailey, Buck Clayton, Bill Coleman, Stan Getz, Benny Carter, Kenny Clarke, Oscar Pettiford und Art Taylor zusammen. Ab 1967 war Combe beim Radio Suisse Romande tätig, mit dessen Band er auch beim Montreux Jazz Festival 1968 und 1970 mit Benny Bailey konzertierte. 1970 trat er mit dem Unterhaltungsorchester Beromünster (u. a. mit Dizzy Reece) auf dem Jazz Festival Zürich auf, 1977 spielte er erneut in Raymond Droz’ Quartett, 1979 in der Groupe Instrumental Romand.
Combe nahm auch Schallplatten unter eigenem Namen auf. Er ist auf Aufnahmen mit der Band von Kurt Edelhagen, Ernst Höllerhagen (1949), Hazy Osterwald, Johannes Fehring und Paul Kuhn zu hören. Im Bereich des Jazz war er zwischen 1943 und 1985 an 143 Aufnahmesessions beteiligt, u. a. auch mit Roland Kovac, Géo Voumard, Lucky Thompson, Oskar Klein und der Groupe Instrumental Romand.

## Diskographische Hinweise
- Ernst Höllerhagen: Ernst Höllerhagen 1942-1948 (Elite)
- Jazz in Switzerland 1930-1976 (Elite)
- Hazy Osterwald: Rare and Historic Jazz Recordings (Elite)
- Stuff Combe: Stuff Combe Quintet + Percussion (1973), mit Benny Bailey, Tony D'Adario, Francy Boland, Bob Jaquillard

## Lexikalischer Eintrag
- Carlo Bohländer, Karl Heinz Holler: Reclams Jazzführer (= Reclams Universalbibliothek. Nr. 10185). 2., revidierte und erweiterte Auflage. Reclam, Stuttgart 1977, ISBN 3-15-010185-9.